# Лукас, Андрей
Андре́й Лу́кас (англ. Andrew Lucas; имя при рождении Андре́й Ива́нович Лу́каш; творческий псевдоним Лу́кас (производное от фамилии); род. 1963) — украинский арт-ню фотограф, член Клуба фотохудожников Украины.

## Биография
Родился 26 ноября 1963 в городе Никополь (ныне Украина).

## Творчество
Первые фото работы автора отмечаются с 2009 года.
Основная фото деятельность — проведение мастер-классов, семинаров и лекций для фотографов
2015 год, сентябрь Россия, Санкт Петербург съемка для Agent Provocateur
2020 год, март — совместное сотрудничество в MOVICS PROJECT DOUBLE BIND (Episode II)

## Журналы
- Playboy Ukraine,
- Art Photo Akt Germany,
- NORMAL France,
- VOLO-magazine (USA).
- Penthouse Australia (2017)

## Выставки
- Музей эротического искусства (Эйлат, Израиль)[1]. и в
- Московском Музее Эротики (Россия).
- Екатеринбургская галерея современного искусства (Россия)[2].

## Награды
- Playboy Photo Awards (2011)[2]. — 1е место
- Trierenberg Super Circuit (Австрия, 2015, 2016). — золотые медали